# Флаг сельского поселения Темповое
Флаг сельского поселения Темповое является официальным символом сельского поселения Темповое Талдомского муниципального района Московской области Российской Федерации.
Утверждён 16 декабря 2009 года и внесён в Государственный геральдический регистр Российской Федерации с присвоением регистрационного номера 6029.
Отражает исторические, культурные, общественные, национальные и другие местные традиции.

## Описание
Прямоугольное полотнище с отношением ширины к длине 2:3, состоящее из двух центрально симметричных частей: верхней — зелёной и нижней — разделённой на чередующиеся белые и голубые горизонтальные волнистые полосы (вверху и внизу — более узкие, между ними — шесть одинаковых по ширине); части разделены нисходящей от древка (ниже угла) к свободному краю жёлтой линией, изломанной в виде семи ступеней; на зелёном фоне воспроизведена в белом и жёлтом цвете чайка; на полосатом бело-голубом жёлтым цветом воспроизведён морской якорь.

## Обоснование символики
Разработан на основе герба, отражающий языком символов и аллегорий исторические и географические особенности сельского поселения Темповое.
Посёлок Темпы, как и ряд соседних населённых пунктов, образован при строительстве канала имени Москвы в 1937 году.
Символика ступенчатой линии многозначна:
- Ступени как символ движения, стремления, развития — аллегория названия центра сельского поселения — села Темпы; название отражает дух социалистического соревнования, ударной стройки обеспечившей водой Москву. Меньше чем за пять лет был сооружён канал длиной 128 км.
- Жёлтые ступени, отделяющие зелёное поле от голубых полос, символизируют грандиозность искусственного водного сооружения, оснащённого более чем двумя сотнями различных гидротехнических сооружений. На территории поселения расположен шлюзовой гидроузел №2 канала им. Москвы.

Морской якорь дополняет символику флага. Именно благодаря Каналу им. Москвы столица не только включена в единую воднотранспортную сеть европейской части России, но и по праву считается портом пяти морей.
Чайка на флаге поселения указывает на расположенные рядом с деревней Мельдино гнездовья сизых чаек.
Летящая птица символизирует полёт, творчество, вдохновение.
Жёлтый цвет (золото) символизирует урожай, богатство, стабильность, уважение, интеллект.
Белый цвет (серебро) символизирует чистоту, совершенство, мир, взаимопонимание.
Зелёный цвет символизирует природу, здоровье, молодость, жизненный рост.
Голубой цвет символизирует честь, благородство, духовность, возвышенные устремления.